# Barragiste
Dans les services navigation, le terme de barragiste peut désigner deux employés différents.
On distingue le barragiste qui gère un étang-réservoir d'alimentation d'un canal, et le barragiste qui s'occupe de la gestion d'un barrage éclusé, sur une rivière.
Le premier est généralement logé sur place. C'est un agent d'exploitation spécialisé dans la gestion du réservoir auquel il est affecté. Il doit en surveiller le niveau, envoyer de l'eau selon la demande ou au contraire la retenir dans l'étang. Il doit en outre assurer l'entretien des abords de l'ouvrage, et sa protection.
La tâche du barragiste de réservoir est très délicate car il a la responsabilité de la vallée en aval du barrage : un lâcher d'eau intempestif ou une ouverture de vannes trop tardive en cas d'afflux massif d'eau peuvent provoquer des inondations catastrophiques.
Le barragiste de rivière a un rôle assez similaire, mais sur un ouvrage comprenant un barrage mobile muni d'une écluse. Autrefois, les deux métiers étaient accomplis par des personnes différentes et complémentaires qui pouvaient partager le même bâtiment d'habitation (cf les maisons éclusières du Cher, divisées en deux logements). De nos jours, sur les grandes rivières équipées d'écluses électriques et informatisées, ces tâches sont regroupées au sein d'une même équipe tournante.